# Fall Guys
Fall Guys (anteriormente, Fall Guys: Ultimate Knockout) é um jogo eletrônico de plataforma, battle royale e party Royale desenvolvido pela Mediatonic. Foi lançado pela Devolver Digital para Microsoft Windows e PlayStation 4 em 4 de agosto de 2020. Após a aquisição da Mediatonic, os direitos de publicação foram transferidos para a Epic Games, que disponibilizou o jogo para Nintendo Switch, PlayStation 5, Xbox One e Xbox Series X/S em 21 de junho de 2022. A partir desta mesma data, Fall Guys se tornou um título gratuito para jogar com suporte completo para jogabilidade multiplataforma e teve suas temporadas redefinidas , e em 16 de agosto de 2023 o sistema de Temporadas foi encerrado . Em 16 de agosto de 2024, o jogo foi lançado para dispositivos móveis em todo o mundo na Epic Games Store para Android e iOS, mas apenas na União Europeia devido ao bloqueio da Epic Games Store pela Apple fora da UE (União Europeia)
Em Fall Guys, Os modos "Clássico" e "Eliminação"  envolvem até 32 jogadores que controlam criaturas semelhantes a jujubas e competem entre si em uma série de desafios, como em pistas de obstáculos, arenas de sobrevivência, áreas de coleta de bolhas de pontuação e zonas de pontuação. Muitos percursos diferentes foram adicionados desde o lançamento do jogo; a maioria desses percursos são pistas de obstáculos. 
Há um número limitado de jogadores que podem se classificar, e com cada fase conforme o jogo avança, o número diminui, eventualmente chegando a um, onde o jogador é coroado o vencedor.
Fall Guys contém atualmente 82 fases e pistas de obstáculos Clássicas (feitas na própria Unity, antes da Temporada 4 Grátis para Todos)  e mais de 100 fases e pistas de obstáculos feitas no Modo Criativo , Que também incluem fases criadas pela própria comunidade;
Alguns tipos de fases de Fall Guys são Corrida (Percurso), Pontos (Pontuação), Sobrevivência (Eliminação), Lógica, Grupo (Em equipe), Finais (round que decide o vencedor) e um modo especial chamado Invisijubas.  
Anunciado na Electronic Entertainment Expo 2019, Fall Guys se inspirou em concursos de televisão como Takeshi's Castle, It's a Knockout e Wipeout, e jogos de brincadeira como pega-pega e British Bulldog. O jogo recebeu avaliações positivas da crítica, que elogiou a sua jogabilidade caótica, aparência visual e trilha sonora. Dentro de 24 horas após o seu lançamento, o jogo registrou mais de 1,5 milhão de jogadores e, até dezembro de 2020, o título vendeu mais de onze milhões de unidades somente para a sua versão de Windows. Fall Guys possui mudanças sazonais, o que adiciona mais desafios e muda o tema do jogo, já que o modelo de temporadas foi substituído. Em 2021, a Epic Games adquiriu a Tonic Games Group, incluindo a Mediatonic, fazendo com que o jogo virasse propriedade da Epic. E assim em 2022 a Epic Games publicou o jogo novamente, só que de forma gratuita.

## Jogabilidade
O jogo em si no limite envolve até 40 jogadores, competem em partidas com uma jogabilidade no estilo battle royale. Os jogadores, representados como figuras semelhantes a jujubas, se movem em um campo de jogo tridimensional, com movimentos adicionais, como pular, agarrar/pegar, escalar ou mergulhar para auxiliar no jogo. O objetivo é se classificar para as fases subsequentes completando com sucesso cada um dos minijogos selecionados aleatoriamente. Certos minijogos envolvem correr em direção à linha de chegada no final do mapa, brincar de pega-pega com outros jogadores, enquanto outros adicionam elementos de trabalho em equipe. Em cada minijogo, obstáculos aparecem ao redor do mapa para aumentar a complexidade. Jogadores que são lentos, que caem na gosma rosa (Lama) ou que falham em certos requisitos para um minijogo são eliminados. Na fase final, os poucos jogadores restantes competem em uma partida final com um minijogo aleatório projetado para poucos jogadores. O vencedor da partida é o último jogador em pé.

### Moedas e Coroas
Usando uma moeda do jogo, "Créditos" (Em inglês: Kudos), os jogadores podem comprar cosméticos e emotes para seu personagem exibir no jogo.  Os jogadores obtêm Kudos completando desafios semanais e Coroas ao vencer uma partida. O jogo oferece suporte a microtransações para a compra de moeda adicional no jogo, as Bunfunfas (moeda premium), similar a moeda V-Bucks do Fortnite Battle Royale.
A 4ª temporada (Legado) adicionou a moeda "Fragmentos de Coroa", ganhos ao jogar no modo Duplas, Equipes, Exploração, Destaques dos Criadores ou Modos por Tempo Limitado   ou ao completar desafios diários. Os fragmentos de coroa podem ser trocados por coroas adicionais, pois 60 "Fragmentos de Coroa" é igual a uma Coroa.

### Trajes e Atualizações
Novos Trajes são adicionados regularmente ao jogo, geralmente por um tempo limitado na Loja de Itens. Além dos trajes originais, muitos são inspirados em personagens de franquias famosas, proporcionando colaborações memoráveis com outras marcas e jogos.

#### Trajes de Colaboração
Abaixo estão alguns trajes populares de colaborações:
- Half-Life - Gordon Freeman, um dos protagonistas mais icônicos dos jogos eletrônicos.[33]
- Portal 2 - P-Body, um dos robôs do modo cooperativo do jogo.[34]
- Godzilla - Inspirado no famoso monstro japonês.[35]
- Team Fortress 2 - Scout, um dos personagens mais populares do jogo.[36]
- Sonic the Hedgehog - O próprio ouriço azul, protagonista da série.[37]
- Doom - Doom Slayer (Doomguy), caçador de demônios da franquia Doom.[32][38]
- Hotline Miami - Jacket, o misterioso protagonista do jogo.[39]
- Ratchet & Clank - Trajes de Ratchet e Clank, baseados na franquia de aventura.[40]
- Cuphead - Cuphead e Mugman, os protagonistas do jogo de plataforma inspirado em desenhos clássicos.[41]
- Among Us - Traje de astronauta do jogo Among Us, incluindo variações como um com ovo frito na cabeça.[42]
- Marvel Comics - Capitão América, Hulk, Thor, Homem-Aranha e outros personagens do universo Marvel.[43] [44]

#### Atualizações e Eventos
As atualizações do jogo frequentemente trazem novos trajes e eventos temáticos. Alguns eventos oferecem trajes exclusivos por meio de desafios de tempo limitado. Por exemplo:
- Evento Ratchet & Clank - Disponibilizou os trajes dos personagens e desafios para desbloquear itens cosméticos. [45]
- Evento Sonic - Apresentou novas skins do universo Sonic e desafios especiais.[46]
- Colaboração com Among Us - Incluiu trajes de tripulantes e impostores com animações exclusivas.[47]

Os jogadores devem ficar atentos às atualizações e eventos sazonais para não perderem a oportunidade de obter esses trajes exclusivos.

#### Fall Guys Atualmente
Fall Guys regularmente hospeda novas atualizações aproximadamente a cada dois meses, hospedando um novo conteúdo adicional já que o sistema de temporadas foi cerrado do jogo base  e o Modo Criativo. O modo de Equipes (esquadrões) foi adicionado na temporada 4 (Legado), onde uma equipe de quatro outros jogadores coopera para ganhar pontos, avançar para a próxima rodada e ganhar fragmentos de coroa.

## Modo Criativo
Em 10 de maio de 2023, Fall Guys lançou o Modo Criativo, junto com a Temporada 4 (Grátis para Todos), onde jogadores conseguem criar seus próprios mapas (chamados oficialmente de rounds). Usuários podem inserir diversos tipos de Plataformas, decorações, Obstáculos e mais em seus rounds. Quando você insere um objeto em seu round, você perde pontos de orçamento, com cada objeto tendo um diferente número que orçamento gasto — Se o orçamento esgotar, você não pode continuar a construir seu round. Excluir objetos libera orçamento, e o orçamento é calculado de acordo com o quanto o objeto é grande, o quanto movimento ele tem, e entre outros fatores.
Desde essa data, o Criativo do Fall Guys recebeu inúmeras mudanças e melhoroas, como mais objetos, a habilidade de sobrepor objetos um em cima do outro, poder esticar os obstáculos no eixo X, Y, e Z, adicionar Poderes pra as jujubas usarem como a: Jujubola, Detona Festa, Jujuba Furtiva e muito mais . Jogadores podem também escolher “fundos” de outros temas como: Original, Digital, Medieval, Futurista, Cúpula do Sustão e muito mais 
, os quais alteram o céu do seu round.

### Temas e Modos
O Modo Criativo tem 2 temas, Digital e Clássico. Cada tema altera a aparência de Objetos, Obstáculos, entre mais. Além disso, também tem 3 modos de jogo, Corrida, Sobrevivência  e Pontos  (Anteriormente: Pontuação) sendo o último lançado em 3 de Setembro de 2024, diferente do modo Corrida que chegou ao jogo junto com o Criativo e o Modo Sobrevivência lançado em 27 de fevereiro de 2024 
.

## Modo Ranqueado (Eliminação Ranqueada)
O Modo Ranqueado é uma variante competitiva do tradicional modo Eliminação, em que jogadores disputam entre si para progredir em um sistema de ranques baseado em desempenho e habilidade, acumulando pontos e recebendo recompensas exclusivas ao final de ciclos de competição de oito semanas.

### Seleção de Fases
A Seleção de Fases (Level Pool) mantém-se constante em 40 fases para garantir variedade sem diluir a experiência de domínio de cada fase. A cada atualização programada, um subconjunto de fases é rotacionado, trazendo novos desafios e relembrando clássicos, mas sem alterar o tamanho total da Organização de fases disponíveis para todos os jogadores, lembrando que nessa Seleção as fases escolhidas, tiveram prioridade no nível de dificuldade para que o modo ranqueado seja mais competitivo que os outros modos. 

### Sistema de Ranqueamento
As classificações (ranques) são divididas em oito categorias, cada uma subdividida em sub-ranques, exceto Superestrela, que possui apenas um nível máximo:
- Iniciante (Iniciante 1–3)
- Competidor (Competidor 1–3)
- Bronze (Bronze 1–3)
- Prata (Prata 1–3)
- Ouro (Ouro 1–5)
- Ás (Ás 1–5)
- Estrela (Estrela 1–5)
- Superestrela (nível único)

### Pontuação e Progressão
1. Jogadores ganham pontos de acordo com o quão próximos da Final chegam em cada partida de Eliminação Ranqueada, e quanto maior a colocação, mais pontos acumulados.[55]
2. Nos ranques iniciais (Iniciante, Competidor, Bronze e Prata), não há risco de queda de ranque, mesmo com desempenho repetidamente ruim.[55]
3. A partir de Ouro, é possível perder pontos e sofrer rebaixamentos: cada queda limita-se a um único sub-ranque, sem regressão completa ao ranque anterior (por exemplo, de Ás 3 para Ás 2).[55]

### Ciclos Competitivos
O Modo Ranqueado é organizado em Ciclos Competitivos com duração de oito semanas. Ao término de cada ciclo, todos os jogadores têm seus ranques redefinidos, garantindo renovação de oportunidades. Novas fases entram e saem da rotação, mantendo o modo dinâmico. E o pareamento utiliza Matchmaking baseado em habilidade (SBMM), colocando jogadores contra adversários de ranque similar para partidas justas. O modo está disponível apenas em partidas Solo e com jogabilidade multiplataforma ativada por padrão — não é possível desativar crossplay nem formar grupos com amigos.

### Recompensas
Ao final de cada Ciclo Competitivo, os jogadores recebem Créditos e Coroas conforme o ranque mais alto alcançado.  
Jogadores que alcançam os quatro maiores ranques (Ouro, Ás, Estrela e Superestrela) desbloqueiam Emoticons de Ranqueada exclusivos, cuja aparência varia conforme o ranque obtido. E também ao alcançar Estrela ou Superestrela rende também um Traje Estrela Suprema no primeiro Ciclo, o Traje Coruja-das-Neves no segundo e a agora no terceiro ciclo o traje Gelouro, com um novo traje premium a cada ciclo ranqueado (todas as recompensas são dadas no final do Ciclo).

## Recepção

### Prêmios e indicações
| Premiação                              | Data da cerimônia      | Categoria                   | Resultado | Ref.   |
| -------------------------------------- | ---------------------- | --------------------------- | --------- | ------ |
| Golden Joystick Awards 2020            | 24 de novembro de 2020 | Melhor Jogo Multiplayer     | Venceu    | [ 57 ] |
| Golden Joystick Awards 2020            | 24 de novembro de 2020 | Melhor Jogo para Família    | Venceu    | [ 57 ] |
| Golden Joystick Awards 2020            | 24 de novembro de 2020 | Melhor Comunidade de Jogo   | Indicado  | [ 57 ] |
| Golden Joystick Awards 2020            | 24 de novembro de 2020 | Jogo de PlayStation do Ano  | Indicado  | [ 57 ] |
| Golden Joystick Awards 2020            | 24 de novembro de 2020 | Jogo do Ano                 | Indicado  | [ 57 ] |
| The Game Awards 2020                   | 10 de dezembro de 2020 | Melhor Suporte à Comunidade | Venceu    | [ 58 ] |
| The Game Awards 2020                   | 10 de dezembro de 2020 | Melhor Jogo Independente    | Indicado  | [ 58 ] |
| The Game Awards 2020                   | 10 de dezembro de 2020 | Melhor Jogo para Família    | Indicado  | [ 58 ] |
| The Game Awards 2020                   | 10 de dezembro de 2020 | Melhor Jogo Multiplayer     | Indicado  | [ 58 ] |
| PlayStation.Blog 2020 Game of the Year | 8 de dezembro de 2020  | Melhor Jogo Independente    | Platina   | [ 59 ] |
| PlayStation.Blog 2020 Game of the Year | 8 de dezembro de 2020  | Melhor Jogo Multiplayer     | Ouro      | [ 59 ] |
| British Academy Games Awards 2021      | 25 de março de 2021    | Melhor Jogo Britânico       | Indicado  | [ 60 ] |
| British Academy Games Awards 2021      | 25 de março de 2021    | Melhor Jogo Contínuo        | Indicado  | [ 60 ] |
| British Academy Games Awards 2021      | 25 de março de 2021    | Melhor Jogo para Família    | Indicado  | [ 60 ] |
| British Academy Games Awards 2021      | 25 de março de 2021    | Melhor Jogo Multiplayer     | Indicado  | [ 60 ] |
| British Academy Games Awards 2021      | 25 de março de 2021    | Melhor Propriedade Original | Indicado  | [ 60 ] |